# Christine Eddie
Christine Eddie, née en 1954, est une écrivaine québécoise d'origine française.

## Biographie
En 1954, quelques semaines après sa naissance en France, Christine Eddie émigre avec sa famille au Québec. Elle passe sa petite enfance à Montréal, mais vit son adolescence en Acadie. À vingt ans, elle s'installe à Québec, où elle réside depuis plus de trente ans,,.
Elle travaille au ministère de la Culture des Communications et de la Condition féminine du Québec. À la suite de l'obtention d'un baccalauréat en littérature au Collège de Bathurst, Christine Eddie poursuit son cheminement académique avec une maîtrise et un doctorat, en littérature, à l'Université Laval de Québec.
En littérature, elle publie d’abord des nouvelles et un conte pour enfants (La Croisade de Cristale Carton, Hurtubise HMH, 2002). Son premier roman, Les Carnets de Douglas, paraît en 2007 et remporte le prix littéraire France-Québec et le prix Senghor,,. Parapluies, son second roman, est publié en 2011. Elle publie également deux recueils de nouvelles, soit Le cœur de la crevette (Éditions Alto, 2010) ainsi que Je suis là (Éditions Alto, 2014). Récemment, elle publie Un beau désastre aux Éditions Alto (2020),.
On dit de son travail littéraire qu'il « touche à des thèmes universels, qu'elle aborde avec tendresse et simplicité ».

## Œuvres

### Romans
- La croisade de Cristale Carton, illustré par Sophie Casson, Montréal, Les Éditions Hurtubise HMH, 2002, 75 p.  (ISBN 2-89428-569-8 et 9782894285695)
- Les carnets de Douglas, Québec, Éditions Alto, 2007, 198 p.  (ISBN 978-2-923550-08-4) [Réédition, 2011  (ISBN 978-2-923550-20-6)]
- Parapluies, Québec, Éditions Alto, 2011, 195 p.  (ISBN 978-2-923550-65-7) [Réédition, 2012  (ISBN 9782896940035)]
- Un beau désastre, Québec, Éditions Alto, 2020, 185 p.  (ISBN 9782896944538 et 2896944532)

### Littérature jeunesse
- La Croisade de Cristale Carton, illustré par Sophie Casson, Montréal, Éditions Hurtubise, 2002, 75 p.  (ISBN 2894285698)

### Nouvelles
- Le cœur de la crevette, Éditions Alto, 2010, 23 p.  (ISBN 978-2-923550-37-4)
- Je suis là, Québec, Éditions Alto, 2014, 150 p.  (ISBN 9782896941841, 9782896941858 et 9782896941865)

### Traduction
- The Douglas notebooks = Les carnets de Douglas, Traduction par Sheila Fischman, Fredericton, New Brunswick, Goose Lane Editions, 2013, 178 p.

## Prix et honneurs
- 1992 - Récipiendaire : Prix ELLE Québec (Pour la nouvelle Consommer me consume)
- 1995 - Récipiendaire :  Prix Arcade au féminin (Pour la nouvelle Au-delà des déchirements)
- 2008 - Récipiendaire : Prix littéraire France-Québec (Pour Les Carnets de Douglas)[12],[13]
- 2008 - Finaliste  Prix des libraires du Québec (Pour Les Carnets de Douglas)[14]
- 2008 - Récipiendaire : Prix littéraire France-Québec[15],[16]
- 2009 - Récipiendaire : Prix Senghor (Pour Les Carnets de Douglas)[17]
- 2010 - Récipiendaire : Prix Club des Irrésistibles des bibliothèques publiques de Montréal (Pour Les Carnets de Douglas)